# Kolobok (film, 1936)
Kolobok (en russe : Колобок) est un court métrage d'animation soviétique en noir et blanc réalisé en 1936 par Vladimir Souteïev (ru).

## Synopsis
Les aventures de Kolobok, un personnage de conte traditionnel russe...

## Fiche technique
- Titre : Kolobok
- Titre original : Колобок
- Réalisation : Vladimir Souteïev (ru), Leonid Amalrik (ru)
- Scénario : Vladimir Souteïev
- Direction artistique : Vladimir Polkovnikov
- Directeur de la photographie : Nikolai Grinberg
- Animateurs : Boris Diojkine (ru), Faïna Epifanova (ru), Piotr Nossov (ru)
- Compositeur : Alekseï Kamine
- Son : A. Sverdlov
- Production : Soyuzmultfilm Studio
- Format : 4:3-noir et blanc
- Durée : 8 minutes
- Langue : russe
- Sortie : 1936